# Royal Rumble (2020)
Cet article concerne l'édition 2020 du pay-per-view Royal Rumble. Pour toutes les autres éditions, voir Royal Rumble.
L'édition 2020 du Royal Rumble est un Premium Live Event de catch (lutte professionnelle) produit par la World Wrestling Entertainment, une fédération de catch américaine qui est télédiffusée et visible en paiement à la séance sur le WWE Network. L'événement a eu lieu le 26 janvier 2020 au Minute Maid Park à Houston (Texas). Il s'agit de la 33e édition du Royal Rumble qui fait partie, avec WrestleMania, SummerSlam et les Survivor Series du « Big Four ».
Le main-event de la soirée est le traditionnel 30-Man Royal Rumble match, une bataille royale exposant 30 catcheurs durant un combat commençant tel un combat en 1 contre 1 standard, mais un nouvel entrant arrive au bout d'un temps prédéfini (en théorie 90 secondes), et ceci de façon régulière jusqu'à ce que tous les participants aient fait leur entrée. Comme pour une bataille royale standard, un combattant est éliminé si, après être passé par-dessus la troisième corde du ring, ses deux pieds touchent le sol.

## Contexte
Les spectacles de la World Wrestling Entertainment (WWE) sont constitués de matchs aux résultats prédéterminés par les scénaristes de la WWE. Ces rencontres sont justifiées par des storylines – une rivalité entre catcheurs, la plupart du temps – ou par des qualifications survenues dans les shows de la WWE tels que Rawet SmackDown. Tous les catcheurs possèdent un gimmick, c'est-à-dire qu'ils incarnent un personnage gentil (Face) ou méchant (Heel), qui évolue au fil des rencontres. Un événement comme le Royal Rumble est donc un événement tournant pour les différentes storylines en cours,.

### Royal Rumble matchmasculin et féminin
Comme le veut la tradition depuis la toute première édition en 1988, le Premium Live Event comporte un Royal Rumble match en guise de Main-Event (Combat de Tête d'Affiche), dont le grand vainqueur reçoit un combat de championnat mondial à WrestleMania, l’événement phare de l'année. À la suite du retour de la Brand Extension, une nouvelle stipulation a été ajoutée : Le vainqueur remporte un match pour le titre mondial de son choix, nonobstant sa division d'origine.
Depuis 2018, l'évènement comporte également un Royal Rumble match féminin. Comme pour les hommes, la gagnante obtiendra un match de championnat féminin majeur de son choix au plus grand show du monde du catch.

### "The Fiend"Bray Wyatt (c) vs Daniel Bryan
La rivalité (feud) prédominante de la division SmackDown est celle pour le Universal Championship (le championnat universel de la WWE) entre le champion en titre "The Fiend" Bray Wyatt et Daniel Bryan.
Tout commence à Survivor Series lorsque The Fiend bat Daniel Bryan pour conserver le titre universel.
Le 29 novembre durant l'épisode de SmackDown, le Fiend attaque Daniel Bryan et lui arrache ses cheveux et sa barbe sous le ring.
La semaine suivante Bray Wyatt annonce dans le Firefly Fun House  que Daniel Bryan ne sera pas à TLC et ne l'affrontera pas. En même temps pendant le Miz TV, Wyatt se moque de la famille du Miz dans l'espoir qu'il l'affronte à TLC. Miz, en colère, accepte le défi. Ultérieurement pendant la soirée, Bray Wyatt effectue un Sister Abigail sur The Miz en coulisses.
À TLC, Bray Wyatt bat le Miz sans que le titre universel ne soit en jeu. Après le match, Wyatt a tenté d'attaquer le Miz avec une masse, et Daniel Bryan effectua son retour en attaquant Bray Wyatt, arborant un nouveau look (celui avec lequel il commença sa carrière).
Le 27 décembre 2019 à SmackDown, un combat Triple Menace est organisé entre le Miz, King Corbin et Daniel Bryan, le vainqueur affrontant le Fiend au Royal Rumble 2020. Daniel Bryan gagne ce match et s'adjuge ainsi un match revanche.
Le 17 janvier Kane effectue son retour à SmackDown après une longe absence. Le Fiend a voulu l'attaquer en sortant du dessous du ring, Daniel Bryan l'attaque en lui portant un Running Knee. Le même soir Bryan annonce depuis les coulisses que le combat prévu lors du Royal Rumble sera un Strap match.

### Becky Lynch (c) vs Asuka
Il faut remonter au Royal Rumble 2018 lorsqu'Asuka a battu Becky Lynch et conservait son championnat féminin de SmackDown. À TLC, les Kabuki Warriors (Asuka et Kairi Sane) défient Charlotte Flair et Becky Lynch, et conservent leurs Championnat féminines par équipe de la WWE dans un Tag Team Tables, Ladders and Chairs match.
Le 23 décembre 2019  à Monday Night Raw, Becky Lynch, alors Championne féminine de WWE Raw, défie Asuka pour sa propre ceinture, ce que cette dernière accepte. Le combat est annoncé par la championne la semaine suivante sauf que cette année leurs match est pour le WWE Raw Women's Championship.

### Roman Reigns vs King Corbin
À TLC, King Corbin bat Roman Reigns dans un Tables, Ladders and Chairs match. Lors de l'épisode de SmackDown du 27 décembre 2019, pendant le combat triple menace visant à déterminer l'aspirant n°1 pour le championnat universel, Roman Reigns a attaqué King Corbin, ce qui lui coûta l'occasion de saisir le titre.
La semaine suivante, Reigns a annoncé sa participation au Royal Rumble match masculin. Plus tard dans la soirée, il s'associa à Daniel Bryan pour affronter Corbin et Dolph Ziggler, ce qui s'est termine par un non-count après une intervention du Fiend sur Bryan. Après le match, Corbin et Ziggler ont attaqué Reigns dans le seul but de permettre aux Usos (Jey & Jimmy Uso) de revenir en attaquant à la fois Corbin et Ziggler.
Le 10 janvier 2020, Corbin a annoncé à son tour sa participation au Royal Rumble Match masculin et déclaré que Reigns avait peur de lui faire face à nouveau, préférant se retirer d'un match en un-contre-un au profit d'une attaque vicieuse dissimulée lors du combat à 30. En réponse, Reigns défia Corbin à un nouveau match, en un-contre-un, lors de l'événement à venir, ce que Corbin accepta.
La semaine suivante, un match à tables entre Reigns et le revenant Robert Roode a eu lieu, le vainqueur décidant de la stipulation du combat Reigns/Corbin au Royal Rumble 2020. Reigns remporta le combat, et choisit la stipulation Falls Count Anywhere : les tombés lors de leur combat à venir pourront donc avoir lieu n'importe ou dans l'arène.

### Bayley (c) vs Lacey Evans
Durant l'épisode de SmackDown ayant suivi les Survivor Series 2019, la championne féminine de SmackDown Bayley et la capitaine de l'équipe féminine de SmackDown Sasha Banks ont critiqué l'ensemble de leur vestiaire pour les avoir laissées tomber lors de l'événement, car Bayley et le Team SmackDown ont perdu leurs matches respectifs. La membre de l'équipe Lacey Evans a interrompu et a exécuté banks statement, avec Evans qui tournait le visage. Evans a remis en question le leadership de Bayley et de Banks, ayant eu plusieurs confrontations avec elles au cours des semaines suivantes.
Dans l'épisode du 10 janvier 2020, Evans devait affronter Banks, qui ne s'est pas présentée et Bayley est apparu sur le grand écran narguant Evans. En réponse, cette dernière s'est rendue en coulisses four y retrouver son adversaire. L'affrontement, bien que reporté au prochain épisode, n'eût pas lieu du fait de la cheville blessée de Banks. Bayley prit sa place, mais perdit contre Evans, lui permettant ainsi de revendiquer un match pour le titre au Royal Rumble 2020.

### Andrade (c) vs Humberto Carrillo
À TLC: Tables, Ladders & Chairs, Humberto Carrillo a battu Andrade. Dans l'épisode suivant de Raw, les deux étaient programmés pour participer à un match gantelet pour déterminer le concurrent numéro un contre Rey Mysterio pour le championnat des États-Unis. Carillo s'est qualifié pour la finale face à Andrade, qui ne s'est pas présenté lors de son entrée. Andrade a plutôt attaqué Carrillo par derrière et a ensuite exécuté un Hammerlock DDT sur Carillo sur le sol en béton exposé. Pour cette raison, le match gantelet s'est terminé sans contestation. Andrade a ensuite remporté le titre américain de Mysterio lors d'un événement WWE Live au Madison Square Garden le 26 décembre. Après qu'Andrade ait conservé le titre contre Mysterio dans un match d'échelle le 20 janvier, l'épisode de Raw, Andrade a tenté d'exécuter le Hammerlock DDT sur Mysterio sur le sol en béton exposé, seulement pour que Carrillo semble aider Mysterio et a repoussé Andrade, qui s'est retiré le long avec Zelina Vega. Dans les coulisses, Carrillo a lancé un défi à Andrade pour le championnat des États-Unis au Royal Rumble, qui a été officialisé pour le pré-show de ppv.

### Shorty G vs Sheamus
Après sept mois d'absence, Sheamus est apparu dans une vignette sur l'épisode de SmackDown du 29 novembre, annonçant qu'il reviendrait à l'action dans le ring. Au cours des semaines suivantes, plus de vignettes ont été diffusées, Sheamus affirmant que SmackDown était devenu mou en son absence. Lors de l'épisode du 3 janvier, The Revival (Scott Dawson et Dash Wilder) s'en prit à Shorty G, et fit face au retour de Sheamus, qui vint aider leur victime... avant de lui livrer un rogue kick. Sheamus affirma que Shorty G incarnait tout ce qui n'allait pas avec SmackDown et a continué de le cibler au cours des semaines suivantes. Un match entre les deux fut rapidement prévu pour le Royal Rumble 2020.

## Tableau des matchs
| Ordre par numéros | Résultat                                                                                        | Stipulation(s) | Temps   |
| --- | ----------------------------------------------------------------------------------------------- | --- | ------- |
| 1P | Sheamus bat Shorty G                                                                            | Match simple | 12:35   |
| 2P | Andrade (c) (avec Zelina Vega) bat Humberto Carrillo                                            | Match simple pour le WWE United States Championship                                                                            | 14:20   |
| 3 | Roman Reigns bat King Corbin                                                                    | Falls Count Anywhere match | 21:20   |
| 4 | Charlotte Flair remporte le 30-Women Royal Rumble match en éliminant en dernière Shayna Baszler | 30-Women Royal Rumble match La gagnante deviendra aspirante no 1 au championnat majeur féminin de son choix à WrestleMania 36. | 54:20   |
| 5 | Bayley (c) bat Lacey Evans                                                                      | Match simple pour le WWE SmackDown Women's Championship                                                                        | 9:20    |
| 6 | The Fiend Bray Wyatt (c) bat Daniel Bryan                                                       | Strap match pour le WWE Universal Championship                                                                                 | 17:35   |
| 7 | Becky Lynch (c) bat Asuka                                                                       | Match simple pour le WWE Raw Women's Championship                                                                              | 16:25   |
| 8 | Drew McIntyre remporte le 30-Men Royal Rumble match en éliminant en dernier Roman Reigns        | 30-Men Royal Rumble match Le gagnant deviendra aspirant no 1 au championnat majeur masculin de son choix à WrestleMania 36.    | 1:00:50 |
| La lettre C placée entre parenthèses désigne la personne ou l’équipe championne en titre. P – indique que le match a eu lieu lors du pré-show |                                                                                                 | |         |

### Entrées et éliminations du Royal Rumble match masculin
- Raw
 - SmackDown
 - NXT
 - Agent libre ou Hall of Famer
 - le Vainqueur
| Numéro | Entrant           | Division      | Ordre d'élimination | Éliminé par         | Temps | Elimination(s) |
| ------ | ----------------- | ------------- | ------------------- | ------------------- | ----- | -------------- |
| 1      | Brock Lesnar      | Raw           | 14                  | Drew McIntyre       | 26:24 | 13             |
| 2      | Elias             | SmackDown     | 1                   | Brock Lesnar        | 01:00 | 0              |
| 3      | Erick Rowan       | Raw           | 2                   | Brock Lesnar        | 00:08 | 0              |
| 4      | Robert Roode      | SmackDown     | 3                   | Brock Lesnar        | 00:41 | 0              |
| 5      | John Morrison     | SmackDown     | 4                   | Brock Lesnar        | 00:09 | 0              |
| 6      | Kofi Kingston     | SmackDown     | 7                   | Brock Lesnar        | 05:06 | 0              |
| 7      | Rey Mysterio      | Raw           | 5                   | Brock Lesnar        | 02:54 | 0              |
| 8      | Big E             | SmackDown     | 6                   | Brock Lesnar        | 00:53 | 0              |
| 9      | Cesaro            | SmackDown     | 8                   | Brock Lesnar        | 00:18 | 0              |
| 10     | Shelton Benjamin  | Raw           | 9                   | Brock Lesnar        | 00:37 | 0              |
| 11     | Shinsuke Nakamura | SmackDown     | 10                  | Brock Lesnar        | 00:20 | 0              |
| 12     | MVP               | Agent libre   | 11                  | Brock Lesnar        | 00:24 | 0              |
| 13     | Keith Lee         | NXT           | 12                  | Brock Lesnar        | 03:32 | 0              |
| 14     | Braun Strowman    | SmackDown     | 13                  | Brock Lesnar        | 01:48 | 0              |
| 15     | Ricochet          | Raw           | 15                  | Drew McIntyre       | 03:09 | 0              |
| 16     | Drew McIntyre     | Raw           | -                   | Vainqueur           | 34:11 | 6              |
| 17     | The Miz           | SmackDown     | 16                  | Drew McIntyre       | 00:30 | 0              |
| 18     | AJ Styles         | Raw           | 17                  | Edge                | 07:49 | 0              |
| 19     | Dolph Ziggler     | SmackDown     | 22                  | Roman Reigns        | 12:20 | 0              |
| 20     | Karl Anderson     | Raw           | 21                  | Randy Orton         | 09:46 | 0              |
| 21     | Edge              | Hall of Famer | 28                  | Roman Reigns        | 23:43 | 3              |
| 22     | King Corbin       | SmackDown     | 19                  | Drew McIntyre       | 04:06 | 1              |
| 23     | Matt Riddle       | NXT           | 18                  | King Corbin         | 00:41 | 0              |
| 24     | Luke Gallows      | Raw           | 20                  | Edge                | 02:00 | 0              |
| 25     | Randy Orton       | Raw           | 27                  | Edge                | 14:37 | 1              |
| 26     | Roman Reigns      | SmackDown     | 29                  | Drew McIntyre       | 16:01 | 2              |
| 27     | Kevin Owens       | Raw           | 24                  | Seth Rollins et AOP | 06:59 | 0              |
| 28     | Aleister Black    | Raw           | 23                  | Seth Rollins        | 05:06 | 0              |
| 29     | Samoa Joe         | Raw           | 25                  | Seth Rollins        | 04:25 | 0              |
| 30     | Seth Rollins      | Raw           | 26                  | Drew McIntyre       | 04:01 | 3              |

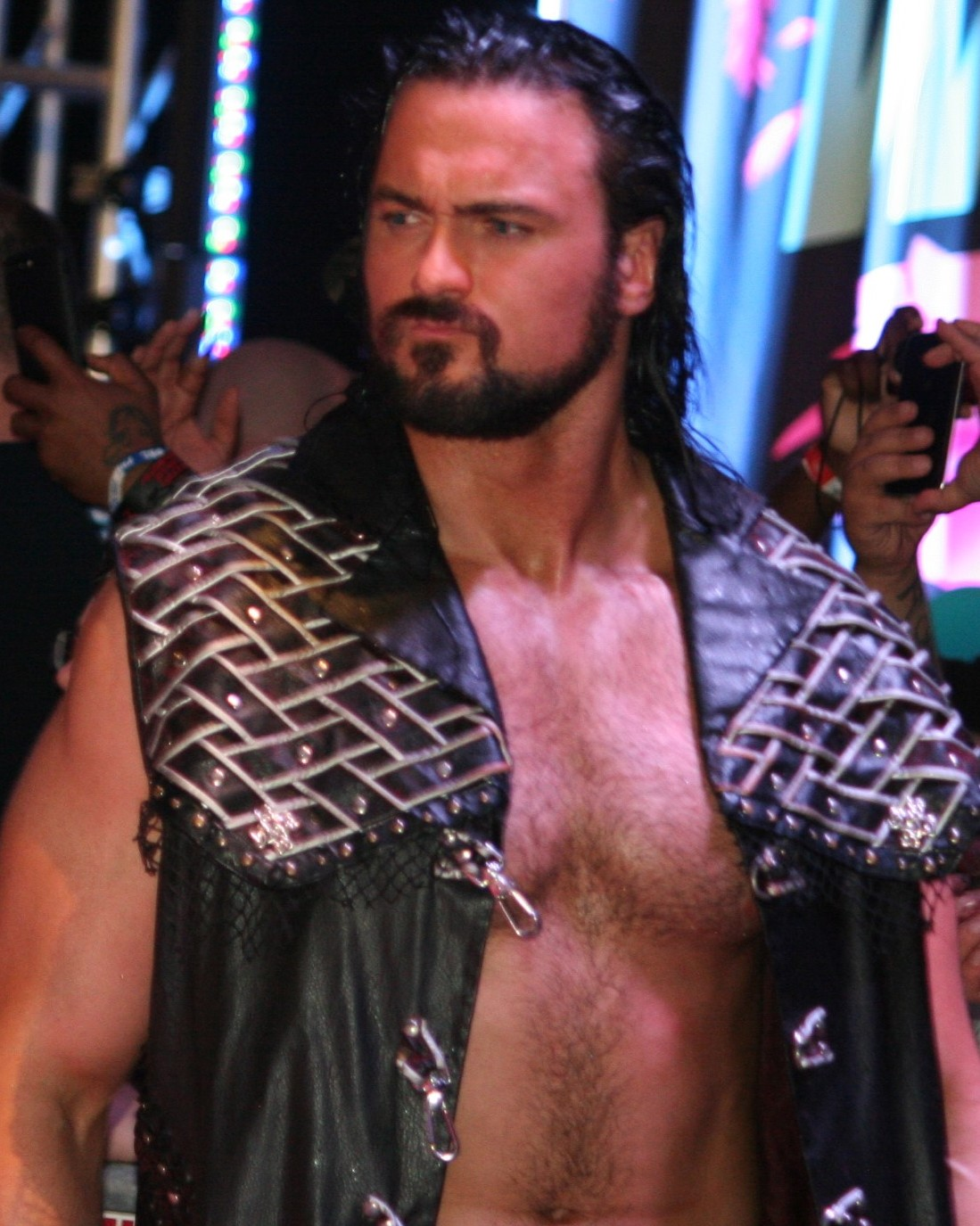
Drew McIntyre, vainqueur du Royal Rumble match.

• Drew McIntyre est le gagnant de cet édition et il est également celui qui est resté le plus longtemps sur le ring : 34 minutes et 11 secondes.
• Brock Lesnar est celui qui a éliminé le plus de Superstars dans ce Royal Rumble : 13 éliminations successives. Il égale ainsi le record d'élimination dans un Royal Rumble match masculin, détenu par Braun Strowman.
• Erick Rowan est celui qui est resté le moins longtemps sur le ring : 8 secondes.
• Edge a effectué son grand retour ce soir là après sa retraite forcée en 2011.
• Kevin Owens a été éliminé par Seth Rollins avec l'aide des AOP qui ne participaient pas officiellement au match.
• MVP a également effectué son retour après plusieurs années d'absence.
• Ricochet, Matt Riddle et Keith Lee participaient à leur premier Royal Rumble Match.

### Entrées et éliminations du Royal Rumble match féminin
- Raw
 - SmackDown
 - NXT 
 - NXT UK
 - Agent libre
 - la Vainqueresse
| Numéro | Entrante          | Division    | Ordre d'élimination | Éliminée par               | Temps | Elimination(s) |
| ------ | ----------------- | ----------- | ------------------- | -------------------------- | ----- | -------------- |
| 1      | Alexa Bliss       | SmackDown   | 15                  | Bianca Belair              | 26:34 | 3              |
| 2      | Bianca Belair     | NXT         | 16                  | Charlotte Flair            | 33:20 | 8              |
| 3      | Mighty Molly      | Agent libre | 3                   | Bianca Belair              | 10:21 | 0              |
| 4      | Nikki Cross       | SmackDown   | 5                   | Bianca Belair              | 15:08 | 0              |
| 5      | Lana              | Raw         | 1                   | Liv Morgan                 | 02:29 | 1              |
| 6      | Mercedes Martinez | NXT         | 4                   | Mandy Rose & Sonya Deville | 08:14 | 0              |
| 7      | Liv Morgan        | Raw         | 2                   | Lana *                     | 00:44 | 1              |
| 8      | Mandy Rose        | SmackDown   | 6                   | Bianca Belair              | 08:49 | 1              |
| 9      | Candice LeRae     | NXT         | 8                   | Bianca Belair              | 09:01 | 0              |
| 10     | Sonya Deville     | SmackDown   | 7                   | Bianca Belair              | 05:31 | 1              |
| 11     | Kairi Sane        | Raw         | 9                   | Alexa Bliss                | 05:22 | 0              |
| 12     | Mia Yim           | NXT         | 11                  | Alexa Bliss                | 06:30 | 0              |
| 13     | Dana Brooke       | SmackDown   | 14                  | Bianca Belair              | 05:26 | 0              |
| 14     | Tamina            | SmackDown   | 10                  | Bianca Belair              | 00:39 | 0              |
| 15     | Dakota Kai        | NXT         | 12                  | Chelsea Green              | 01:32 | 0              |
| 16     | Chelsea Green     | NXT         | 13                  | Alexa Bliss                | 00:12 | 1              |
| 17     | Charlotte Flair   | Raw         | -                   | Vainqueresse               | 26:19 | 4              |
| 18     | Naomi             | Raw         | 26                  | Shayna Baszler             | 22:01 | 0              |
| 19     | Beth Phoenix      | NXT         | 28                  | Shayna Baszler             | 23:05 | 1              |
| 20     | Toni Storm        | NXT UK      | 25                  | Shayna Baszler             | 18:40 | 0              |
| 21     | Kelly Kelly       | Agent libre | 18                  | Charlotte Flair            | 02:29 | 0              |
| 22     | Sarah Logan       | Raw         | 17                  | Charlotte Flair            | 00:27 | 0              |
| 23     | Natalya           | Raw         | 27                  | Beth Phoenix               | 14:43 | 0              |
| 24     | Xia Li            | NXT         | 20                  | Shayna Baszler             | 10:49 | 0              |
| 25     | Zelina Vega       | Raw         | 22                  | Shayna Baszler             | 09:31 | 0              |
| 26     | Shotzi Blackheart | NXT         | 23                  | Shayna Baszler             | 07:57 | 0              |
| 27     | Carmella          | SmackDown   | 24                  | Shayna Baszler             | 06:36 | 0              |
| 28     | Tegan Nox         | NXT         | 21                  | Shayna Baszler             | 03:50 | 0              |
| 29     | Santina Marella   | Agent libre | 19                  | Elle-même                  | 01:01 | 0              |
| 30     | Shayna Baszler    | NXT         | 29                  | Charlotte Flair            | 04:27 | 8              |

## Conséquences

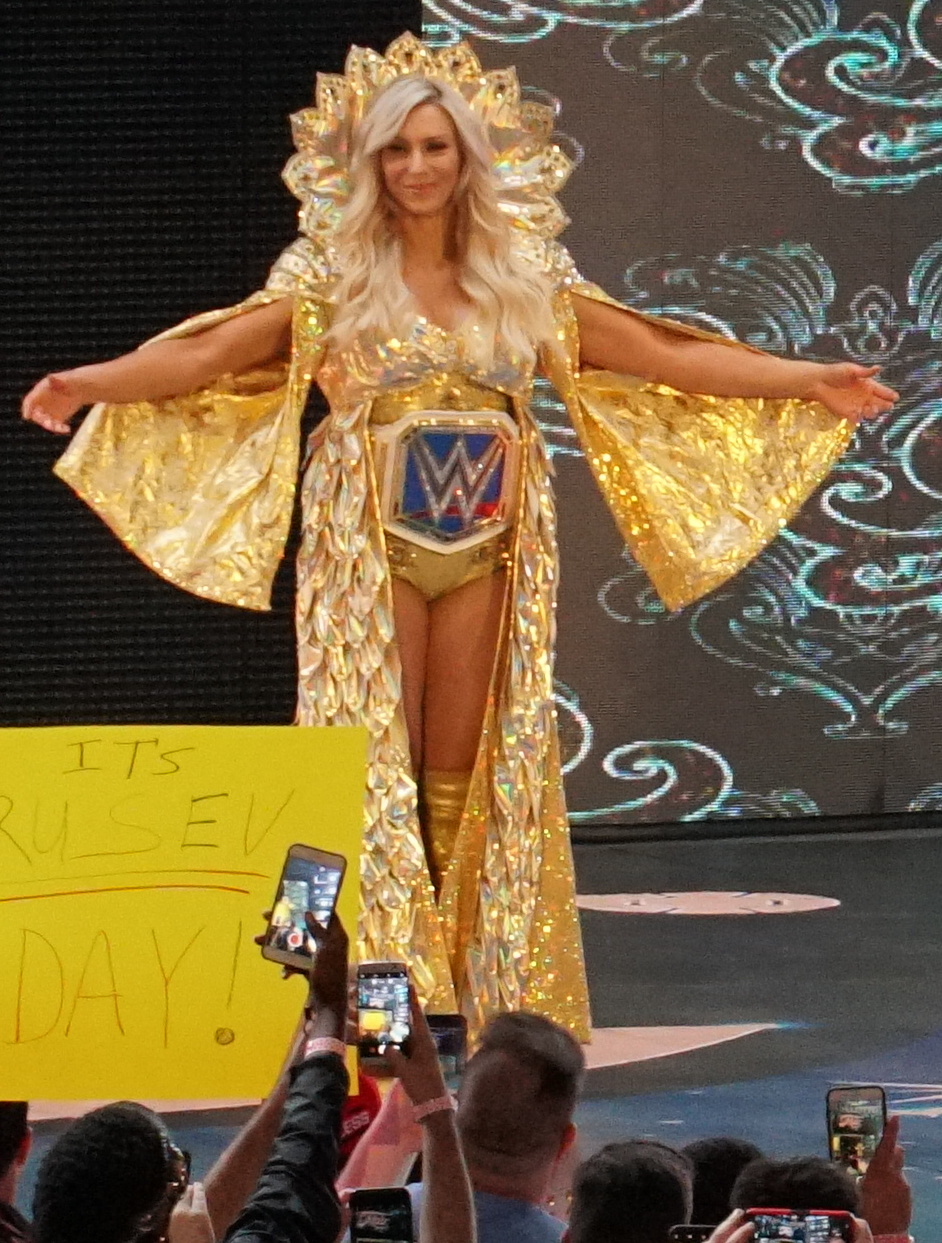
Charlotte Flair NOLA 2018

### Raw
Lors de l'épisode de Raw du 27 janvier 2020, Drew McIntyre annonce qu'il veut affronter Brock Lesnar pour le WWE Championship à WrestleMania. Durant la soirée, Après que l'écossais défit Karl Anderson et Luke Gallows dans un Handicap Match 1 contre 2, Brock Lesnar monte discrètement sur le ring et lui porte un F5 pendant que ce dernier célébrait sa victoire : le combat est officialisé pour WrestleMania 36.
Le même soir, MVP effectue son retour à RAW après 9 ans d'absence contre Rey Mysterio mais perd ce match. Andrade affronte encore une fois Humberto Carrillo pour le Championnat WWE des États-Unis, Humberto Carrillo remporte le match via disqualification après une intervention de Zelina Vega sur Humberto Carrillo, ce qui prive cependant le vainqueur du titre pourtant promis au vainqueur. À la fin du match un Carrillo fou de rage commence à rouer de coups Andrade et l'amène en bas du ring. Carrillo retire le coussin protecteur et plante Andrade sur le sol d'un DDT.
Coté féminin, La vainqueresse du Royal Rumble Charlotte Flair bat Asuka par disqualification après une intervention de Kairi Sane sur Charlotte. Apès le combat, Sane poursuit son attaque sur Charlotte, mais cette dernière la repousse et lui fait une Big Boot pour la sortir du ring.
Seth Rollins et Buddy Murphy affrontent Samoa Joe et Kevin Owens pour le Championnat masculin par équipe de WWE Raw. Rollins et Murphy gagnent le match et conservent leur titres grâce à un 
Roll-Up de Murphy sur Owens après que ce dernier a effectué un Stunner sur Rollins.
À la fin de la soirée, Edge annonce qu'il va effectuer son retour au ring. Randy Orton apparait et informe ce dernier de sa joie de le revoir aux rings, puis lui assène son classique RKO. Orton met la tête d'Edge dans la chaise et monte sur le coin. Orton commence à réfléchir et décide de ne pas sauter... avant d'aller chercher deux chaises. Ce dernier met la tête d'Edge sur une chaise et frappe de l'autre.

### SmackDown
Lors de l'épisode de SmackDown du 31 janvier 2020, Shinsuke Nakamura (accompagné par Cesaro et Sami Zayn) met son titre intercontinental en jeu face à Braun Strowman. Strowman remporte le match et devient champion Intercontinental pour la première fois : c'est son premier titre en solo.
La même soirée, il est organisé un Fatal 4-Way Tag Team Match entre Heavy Machinery (Otis & Tucker) et les Revival (Scott Dawson & Dash Wilder) , Miz'n'Morrisson, et Lucha House Party (Lince Dorado & Kalisto) : l'équipe gagnante affrontera The New Day (Kofi Kingston et Big E) à Super ShowDown pour les ceintures par équipe de SmacKDown : Miz et Morrison gagnent le match.
Sheamus affronte encore une fois Shorty G et remporte son match. Coté féminin, Naomi effectue son retour après un longe absence et attaque la championne féminine de SmackDown Bayley. Alexa Bliss et Nikki Cross battent les Fire & Desire (Mandy Rose et Sonya Deville) dans un Tag Team Match.
À la fin de la soirée, Roman Reigns et les Usos battent King Corbin, Dolph Ziggler et Robert Roode où le perdant se voit contraint de manger de la nourriture pour chien. Après le match, Reigns fait manger la nourriture pour chien à Corbin en l'attachant à l'extérieur du ring.

## Annexe